# Juju (rapper)
Juju, pseudonimo di Judith Wessendorf (Berlino, 20 novembre 1992), è una rapper tedesca.

## Biografia
Cresciuta nel quartiere Neukölln di Berlino, Wessendorf, ha fatto parte, insieme alla rapper Nura, del duo musicale SXTN fino al suo scioglimento nel 2018, ha lanciato la propria carriera musicale da solista nel medesimo anno con l'uscita dei singoli Winter in Berlin e Heroin. Quest'ultimo, in collaborazione con Ali As, ha valso all'artista la sua prima entrata nella Deutsche Singlechart. Ha successivamente inciso come artista ospite Melodien, singolo di Capital Bra, che è divenuta la sua prima numero uno sia in Austria, Germania che in Svizzera. La hit ha in seguito ricevuto una certificazione di platino dalla Bundesverband Musikindustrie con oltre 400 000 unità di vendita certificate in suolo tedesco.
Il 14 giugno 2019 è stato pubblicato attraverso la JINX Music, parte della Universal Music Group, il primo album in studio da solista Bling Bling (oro in Germania), trainato dagli estratti Intro, Hardcore High, la title track, Vermissen e Live Bitch. Il singolo più fortunato è stato Vermissen, realizzato con la partecipazione di Henning May, membro degli AnnenMayKantereit, che si è imposto al numero uno nella hit parade tedesca, totalizzando oltre un anno in classifica e conseguendo un disco di diamante dalla BVMI, un triplo platino dalla IFPI Austria e dalla IFPI Schweiz per un totale di 1 150 000 unità combinate certificate. Con il fine di promuovere il disco, l'interprete ha dato al via alla tournée omonima.
Il successo ricevuto da Bling Bling ha permesso alla rapper di trionfare agli MTV Europe Music Awards nella categoria di miglior artista tedesco, oltre a vincere due 1 Live Krone.
Nel 2020 ha collaborato con Loredana nel brano di successo Kein Wort, certificato platino in Austria e Germania, nonché doppio platino in Svizzera; la hit ha segnato la terza numero uno di Juju in madrepatria dopo aver infranto record di streaming.  Sono seguiti Vertrau mir e 2012, entrambi collocatisi in top ten della graduatoria tedesca. La BVMI le ha inoltre conferito altri quattro dischi d'oro, equivalenti ad ulteriori 800 000 unità certificate.

## Discografia

### Da solista

#### Album in studio
- 2019 – Bling Bling

#### Singoli
- 2015 – Berliner Schnauze
- 2018 – Winter in Berlin (con Said)
- 2018 – Heroin (con Ali As)
- 2019 – Intro
- 2019 – Hardcore High
- 2019 – Bling Bling
- 2019 – Vermissen (feat. Henning May)
- 2019 – Live Bitch
- 2020 – Kein Wort (con Loredana)
- 2020 – Vertrau mir
- 2021 – Wenn du mich siehst (con RAF Camora)
- 2022 – Erkläre mir die Liebe (con Chapo 102 e Philipp Poisel)
- 2022 – Fick dein Insta
- 2022 – Nie wieder sehen
- 2023 – Mh Mh (con Badmómzjay)
- 2024 – Basstard (con Bonez MC)
- 2025 – Demons (con Basstard)

#### Collaborazioni
- 2017 – Alkohol fließt (Karaz feat. Juju)
- 2018 – Melodien (Capital Bra feat. Juju)
- 2019 – Lambo Diablo GT (Remix) (Capo feat. Nimo & Juju)
- 2019 – Hype (4Squad feat. Juju)
- 2020 – 2012 (Bausa feat. Juju)

### SXTN
- 2017 – Leben am Limit

## Tournée
- 2019 – Bling Bling Tour
- 2022 – Fick dein Insta Tour

## Riconoscimenti
- 1 Live Krone
  - 2019 – Miglior artista femminile[18]
  - 2019 – Miglior singolo per Vermissen[18]
  - 2020 – Candidatura alla Miglior artista femminile[23]
  - 2020 – Candidatura al Miglior artista hip hop[23]

- Bravo Otto
  - 2019 – Hip hop nazionale (argento)[24]
  - 2020 – Hip hop nazionale (oro)[25]

- MTV Europe Music Awards
  - 2019 – Miglior artista tedesca[17]